# Lago Riemer
El lago Riemer (en alemán: Riemersee) es un lago artificial situado junto a la ciudad de Múnich, en la región administrativa de Alta Baviera, en el estado de Baviera (Alemania), a una elevación de 530 metros; tiene un área de 7.7 hectáreas. 